# Aeródromo de Escárcega
El Aeródromo de Escárcega (Código DGAC: ESC) es un pequeño aeropuerto ubicado en la ciudad de Escárcega, Campeche y es operado por el Gobierno del Estado de Campeche. Cuenta con una pista de aterrizaje de 1,200 metros de largo y 18 metros de ancho; a pesar de no tener plataforma de aviación las aeronaves se pueden estacionar sobre el terreno aledaño a la pista de aterrizaje. El aeródromo opera solamente aviación general.